# Along Came a Spider (álbum)
Along Came a Spider es el 25º álbum de estudio del cantante estadounidense Alice Cooper, lanzado en julio del año 2008 por SPV/Steamhammer. 

## Detalles
El disco, de corte conceptual, narra la historia de un asesino en serie llamado "Spider", que es un psicópata aracnofóbico. 
El disco alcanzó el puesto más alto de los charts estadounidenses desde Hey Stoopid (1991), y contó con importantes músicos invitados, entre los que destacan Ozzy Osbourne y el reconocido guitarrista Slash, quien toca la guitarra en algunos temas.

## Canciones[1]
1. "Prologue / I Know Where You Live" (Cooper, Saber, Hampton)- 4:21
2. "Vengeance Is Mine" (Featuring Slash) (Cooper, Saber, Hampton) - 4:26
3. "Wake the Dead" (Featuring Ozzy Osbourne) (Cooper, Osbourne, Saber) - 3:53
4. "Catch Me if You Can" (Cooper, Saber, Hampton) - 3:15
5. "(In Touch With) Your Feminine Side" (Cooper, Garric, Johnson, Kelli) - 3:16
6. "Wrapped in Silk" (Cooper, Saber, Hampton) - 4:17
7. "Killed by Love" (Cooper, Garric, Bacchi, Kelli) - 3:34
8. "I'm Hungry" (Cooper, Saber, Hampton) - 3:58
9. "The One That Got Away" (Cooper, Kelli, Lane) - 3:21
10. "Salvation" (Cooper, Saber, Hampton, Fowler) - 4:36
11. "I Am the Spider / Epilogue" (Cooper, Saber, Hampton) - 5:21

## Posicionamiento
| Año  | Lista           | Posición alcanzada |
| ---- | --------------- | ------------------ |
| 2008 | Billboard 200   | 53                 |
| 2008 | UK Albums Chart | 31                 |